# Genuine (film)
Genuine: Die Tragödie eines seltsamen Hauses is een Duitse horrorfilm uit 1920 onder regie van Robert Wiene.

## Verhaal
Genuine wordt tot priesteres gemaakt van een oosterse sekte en ze neemt deel aan bloeddorstige rituelen. Ze wordt geroofd door slavenhandelaren en verkocht aan de geheimzinnige lord Melo. Ze laat haar meester vervolgens vermoorden door een jonge barbier Guyard. Wanneer Genuine hem daarna wil doden, berooft hij haar van het leven.

## Rolverdeling
| Acteur                       | Personage  |
| ---------------------------- | ---------- |
| Fern Andra                   | Genuine    |
| Hans Heinrich von Twardowski | Florian    |
| Ernst Gronau                 | Lord Melo  |
| Harald Paulsen               | Percy Melo |
| Albert Bennefeld             | Curzon     |
| John Gottowt                 | Guyard     |
| Louis Brody                  | Maleier    |